# Franz Hartmann (Maler)
Franz Hartmann (* 1. März 1907 in Berlin; † 25. Juni 1989 ebenda) war ein deutscher Kunst- und Email-Maler.
Von 1926 bis 1933 studierte Hartmann an den Vereinigten Staatsschulen für freie und angewandte Kunst in Berlin. Er lernte Malerei bei Ernst Böhm und Emailtechnik bei Gustav Hilbert. Nach Abschluss des Studiums bereiste er Rom und Florenz.
Nach dem Zweiten Weltkrieg wurde er an die Meisterschule für das Kunsthandwerk in West-Berlin berufen. Danach trat er mit seinem künstlerischen Werk kaum noch an die Öffentlichkeit. Er arbeitete im Privaten und setzte Kunstströmungen seiner Zeit in den Werkstoff Email um, sowohl in abstrakten als auch figurativen Darstellungen.
Von 1971 bis 1974 war er Professor an der Staatlichen Hochschule für Bildende Künste, Abteilung V in Berlin.
Bekannt ist er vor allem durch seine Werke mit Emaille. Zu seinem 100. Geburtstag veranstaltete das Museum für Kunst und Gewerbe Hamburg eine Retrospektive „Brillantes Email - Franz Hartmann zum 100. Geburtstag.“